# Млодзешин (гмина)
Млодзешин (пол. Młodzieszyn) — сельская гмина (волость) в Польше, входит как административная единица в Сохачевский повет, Мазовецкое воеводство. Население — 5532 человека (на 2004 год).

## Демография
| Перепись                       | Всего   | Всего | Женщины | Женщины | Мужчины | Мужчины |
| ------------------------------ | ------- | ----- | ------- | ------- | ------- | ------- |
| Единицы                        | человек | %     | человек | %       | человек | %       |
| Население                      | 5532    | 100   | 2804    | 50,7    | 2728    | 49,3    |
| Плотность населения (чел./км²) | 47,3    | 47,3  | 24      | 24      | 23,3    | 23,3    |

## Соседние гмины
1. Гмина Брохув
2. Гмина Илув
3. Гмина Рыбно
4. Гмина Сохачев
5. Сохачев
6. Гмина Вышогруд